# 王子言
王子言（1460年—？），字如行，浙江嚴州府淳安縣人，民籍，明朝政治人物。

## 生平
弘治二年（1489年）己酉科浙江鄉試第九名舉人。弘治九年（1496年）中式丙辰科會試第二百五十二名，二甲第七十九名進士。授刑部山西司王事，改南京刑部广东司郎中，补刑部四川司郎中，出爲福建福州府知府，正德六年（1511年）十二月升福建左参政，十年三月升贵州按察使，復补广东按察使，十六年五月升广东右布政使。

## 家族
曾祖王本宗，義官；祖父王志善，封監察御史；父王賓，韶州知府。母張氏（封孺人）。具慶下。弟王子謨、王子訓、王子謹。